# 1803 dans les chemins de fer
chronologie des chemins de fer
1802 dans les chemins de fer - 1803 - 1804 dans les chemins de fer

## Évènements

### Mai
- 17 mai : au Royaume-Uni, décret autorisant la création du Croydon, Mertsham and Godstone Iron Railway

### Juillet
- 26 juillet : au Royaume-Uni, inauguration du Surrey Iron Railway en traction animale

## Naissances
- 16 octobre : Robert Stephenson, ingénieur civil britannique (° 12 octobre 1859).